# Patricia Salen
 (avril 2019).
Si vous disposez d'ouvrages ou d'articles de référence ou si vous connaissez des sites web de qualité traitant du thème abordé ici, merci de compléter l'article en donnant les références utiles à sa vérifiabilité et en les liant à la section « Notes et références ».
Patricia Salen est une diététicienne nutritionniste française. Co-investigatrice historique dans les années 1990 avec Serge Renaud et Michel de Lorgeril de la diète méditerranéenne et du paradoxe français, elle a co-publié quelques ouvrages de références et près de 150 articles sur ce sujet. 

## Biographie
Patricia Salen est assistante de recherche clinique, spécialisée en nutrition clinique et participe à différents programmes de recherche français et européens en nutrition. 
De 1987 à 1996 elle est responsable avec les chercheurs Serge Renaud (dirigeant de l'Institut national de la santé et de la recherche médicale de Lyon (INSERM)), et Michel de Lorgeril, cardiologue et chercheur CNRS, de la mise au point et de la réalisation des programmes de recherche en nutrition et des évaluations d'études en lien avec la diète méditerranéenne et le « paradoxe français ».
- The Lyon Diet Heart Study, étude nutritionnelle cardiologique de Lyon) avec la collaboration des Hospices civils de Lyon (hôpital cardiovasculaire Louis Pradel
- Programme nutritionnel pour les transplantés cardiaques des Hospices civils de Lyon

De 1996 à 1999 programme nutritionnel pour les insuffisants cardiaques du CHU de Saint-Étienne
À partir de 2000 Patricia Salen est responsable de la mise en place et du suivi des programmes de recherche en nutrition du groupe dirigé par Michel de Lorgeril à la faculté de médecine de Grenoble (Université Joseph-Fourier - Grenoble 1) en collaboration avec le Département des Sciences de la Vie du CNRS.